# Ronald Maitland
Ronald Monteith Maitland (Grimsby, 6 de janeiro de 1887 — Vancouver, 15 de abril de 1937) foi um velejador canadense, medalhista olímpico. Ele competiu nos Jogos Olímpicos de Verão de 1932 na classe 8 Metre e conquistou a medalha de prata na disputa realizada a bordo do Santa Maria com Ernest Cribb, Peter Gordon, George Gyles, Harry Jones e Hubert Wallace.
Em 1910 ingressou no Royal Vancouver Yacht Club e foi seu Commodore em 1924. Profissionalmente, Maitland trabalhou primeiro como balconista no Royal Bank of Canada antes de se mudar para a Macaulay Nicolls, uma imobiliária e seguradora. Lá ele se tornou sócio na década de 1920. Além disso, ele atuou temporariamente nos negócios operacionais da North Arm Steamship Company.